# Кирхлер, Элизабет
Элизабет «Лизи» Кирхлер, в замужестве Римль (нем. Elisabeth "Lisi" Kirchler-Riml; род. 17 ноября 1963, Швац) — австрийская горнолыжница, успешно выступавшая в таких дисциплинах как скоростной спуск, гигантский слалом, супергигант и комбинация. Представляла сборную Австрии по горнолыжному спорту на всём протяжении 1980-х годов, серебряная призёрка чемпионата мира, победительница четырёх этапов Кубка мира, чемпионка австрийского национального первенства, участница двух зимних Олимпийских игр.

## Биография
Элизабет Кирхлер родилась 17 ноября 1963 года в городе Шваце земли Тироль, Австрия. Проходила подготовку в коммуне Тукс в местном одноимённом спортивном клубе WSV Tux.
В 1981 году вошла в основной состав австрийской национальной сборной и дебютировала в Кубке мира, в частности уже в дебютном сезоне одержала победу в скоростном спуске на этапе в американском Аспене. Год спустя добавила в послужной список золотую медаль, выигранную в комбинации на этапе во французском Валь-д’Изере. Выступила на чемпионате мира в Шладминге, где заняла шестое место в скоростном спуске и восьмое место в гигантском слаломе.
Сезон Кубка мира 1982/83 оказался для неё одним из самых успешных — она выиграла скоростной спуск во французском Межеве и на нескольких других этапах попала в число призёров. При этом в итоговом зачёте комбинации заняла второе место, пропустив вперёд только титулованную представительницу Лихтенштейна Ханни Венцель, а в общем зачёте всех дисциплин расположилась на четвёртой позиции.
Благодаря череде удачных выступлений удостоилась права защищать честь страны на зимних Олимпийских играх 1984 года в Сараево — показала девятый результат в скоростном спуске, тогда как в гигантском слаломе финишировать не смогла.
После сараевской Олимпиады Кирхлер осталась в главной горнолыжной команде Австрии и продолжила принимать участие в крупнейших международных соревнованиях. Так, в сезоне 1984/85 году она выиграла скоростной спуск на этапе Кубка мира в итальянской Санта-Катерине и побывала на мировом первенстве в Бормио, откуда привезла награду серебряного достоинства, выигранную в гигантском слаломе — уступила лидерство лишь будущей олимпийской чемпионке из США Дайанн Рофф. Этот успех стал для многих неожиданностью, поскольку Кирхлер считалась скорее скоростной лыжницей, нежели специалисткой по техничным дисциплинам. За это выдающееся достижение по итогам сезона была признана лучшей спортсменкой Австрии.
Находясь в числе лидеров австрийской национальной сборной, благополучно прошла отбор на Олимпийские игры 1988 года в Калгари — заняла здесь восьмое место в скоростном спуске и 15-е место в супергиганте.
Впоследствии оставалась действующей спортсменкой вплоть до 1989 года. Участвовала в чемпионате мира в Вейле, где стала 22-й в скоростном спуске. В течение своей длительной спортивной карьеры в общей сложности 13 раз поднималась на подиум различных этапов Кубка мира, в том числе четыре этапа выиграла. Является, помимо всего прочего, чемпионкой Австрии по горнолыжному спорту.
Завершив спортивную карьеру, работала комментатором на австрийском телеканале ORF, некоторое время вела спортивную колонку в одной из австрийских газет. Замужем за ресторатором Армином Римлем, имеет троих детей — вместе с семьёй проживает в коммуне Зёльден.